# Folkhard Cremer
Folkhard Cremer (* 1961 in Bassum) ist ein deutscher Kunsthistoriker und Denkmalpfleger. 

## Leben
Cremer studierte ab Oktober 1984 Geschichte, Kunstgeschichte und Neue Deutsche Literatur an der Philipps-Universität Marburg, mit Schwerpunkt mittelalterliche Kunst- und Architekturgeschichte. Zwei Semester absolvierte er an der Universität Wien. 1994 promovierte Cremer an der Marburger Universität mit einer Arbeit über die Wunderblutkirche in Bad Wilsnack. Sein Werk wurde 1996 mit dem Titel Die St. Nikolaus- und Heiligblut-Kirche zu Wilsnack (1383–1552). Eine Einordnung ihrer Bauformen in die Kirchenarchitektur zwischen Verden und Chorin, Doberan und Meissen im Spiegel bischöflicher und landesherrlicher Auseinandersetzungen in zwei Teilen als Band 64 der Reihe Beiträge zur Kunstwissenschaft veröffentlicht.
1995 war Cremer Mitarbeiter bei der Denkmalerfassung im Landkreis Borna in Sachsen sowie 1998 im Landkreis Osnabrück. Ein Volontariat absolvierte er am Niedersächsischen Landesamt für Denkmalpflege. Von 1998 bis 2002 war er als Bearbeiter an der Neuauflage der Dehio-Ausgabe für Sachsen-Anhalt und von 2002 bis 2008 an der Ausgabe für Hessen beteiligt. Außerdem wirkte er an der Vervollständigung der Denkmallisten in Bayern mit, so unter anderem für die Städte Bamberg und Eichstätt. Seit 2010 ist Cremer im Regierungspräsidium Freiburg bzw. am Landesamt für Denkmalpflege in Freiburg tätig und arbeitet dort an der Inventarisation der Bau- und Kunstdenkmale.

## Veröffentlichungen (Auswahl)
- „Kindlichait, Junglichait, Mandlichait, Tewrlichait.“ Eine Untersuchung zur Text-Bild-Redaktion des Autobiographieprojektes Kaiser Maximilians I. und zur Einordnung der Erziehungsgeschichte des Weisskunig. Hänsel-Hohenhausen, Frankfurt 1995, ISBN 978-3-8267-1076-6.
- Die St. Nikolaus- und Heiligblut-Kirche zu Wilsnack (1383–1552). Eine Einordnung ihrer Bauformen in die Kirchenarchitektur zwischen Verden und Chorin, Doberan und Meissen im Spiegel bischöflicher und landesherrlicher Auseinandersetzungen. (Dissertationsschrift)
  - Band 1: Textband. scaneg, München 1996, ISBN 978-3-89235-063-7.
  - Band 2: Abbildungsband. scaneg, München 1996, ISBN 978-3-89235-063-7.
- Die Kirche St. Martin zu Bramsche. Schnell und Steiner, Regensburg 1997, ISBN 978-3-7954-6032-7.
- Das antistaufische Figurenprogramm des Naumburger Westchors. Ein Beitrag zur Erforschung des Gegenkönigtums Heinrich Raspes IV. und der Politik des Mainzer Erzbischofs Siegfried III. von Eppstein. Coppi, Alfeld 1997, ISBN 978-3-930258-96-3.
- Dehio. Handbuch der deutschen Kunstdenkmäler.
  - Teil: Sachsen-Anhalt / 1. Band: Regierungsbezirk Magdeburg. (Bearbeiter), Deutscher Kunstverlag, Berlin / München 2002, ISBN  978-3-422-03069-5.
  - Teil: Sachsen-Anhalt / 2. Band: Regierungsbezirke Dessau und Halle. (Bearbeiter), Deutscher Kunstverlag, Berlin / München 1999, ISBN 978-3-422-03065-7.
  - Teil: Hessen / 1. Band: Regierungsbezirke Gießen und Kassel. (Bearbeiter), Deutscher Kunstverlag, Berlin / München 2008, ISBN 978-3-422-03092-3.
  - Teil: Hessen / 2. Band: Regierungsbezirk Darmstadt. (Bearbeiter), Deutscher Kunstverlag, Berlin / München 2008, ISBN 978-3-422-03117-3.
- Als Schwenningen Großstadt werden wollte. (Mitautor), Villingen-Schwenningen 2014, ISBN 978-3-939423-48-5.
- Gotteszelt und Großskulptur. Kirchenbau der Nachkriegsmoderne in Baden-Württemberg. (Mitautor), Jan Thorbecke, Ostfildern 2019, ISBN 978-3-7995-1394-4.